# Црква Светог Марка у Панкову
Црква Светог Марка у Панкову, насељеном месту на територији општине Петровац на Млави, припада Епархији браничевској Српске православне цркве.
Црква посвећена Светом апостолу и јеванђелисти Марку почела је да се гради 3. августа 1990. године, за време службе свештеника Његослава Јовића, на поклоњеном имању мештанина Милосава Ђурића. Димензије цркве су 12m дужине, 6m ширине, и 15m висине до крста. Освећење темеља цркве обављено је 11. октобра 1990. гoдине од стране архимандрита Тадеја, тадашњег игумана манастира Витовнице. 
Црква је саграђена у романском стилу градитељства, а главни неимар на радовима цркве је био Аца Јанковић. Црква је зидана циглом, правоугаоног облика, са једним кубетом. Кров на две воде покривен је црепом, са два крста који су рађени у Швајцарској и поклон су Ђорђа Живковића. На кубету цркве, уграђена су два звона, подигнута 5. фебруара 1992. године.
Унутрашњост цркве се дели на припрату, наос и олтар. Црква има у унутрашњости нада улазним вратима на западном делу галерију за хор. Црква још није званично освештана од стране епископа Игњатија, јер треба се поставити и иконостас. Звоно које је постављено на цркви, поклон је Милутина Прокића и супруге Дивне, обоје трговци из Петровца.